# Motou (köpinghuvudort i Kina, Jiangsu Sheng, lat 32,28, long 120,56)
Motou är en köpinghuvudort i Kina. Den ligger i provinsen Jiangsu, i den östra delen av landet, omkring 170 kilometer öster om provinshuvudstaden Nanjing. Antalet invånare är 70 610. Befolkningen består av 36 725 kvinnor och 33 885 män. Barn under 15 år utgör 12,0 %, vuxna 15-64 år 70 %, och äldre över 65 år 16,0 %.
Runt Motou är det tätbefolkat, med 819 invånare per kvadratkilometer. Närmaste större samhälle är Changjiang, 20,0 km söder om Motou. Trakten runt Motou består till största delen av jordbruksmark.
Genomsnittlig årsnederbörd är 1 284 millimeter. Den regnigaste månaden är juli, med i genomsnitt 239 mm nederbörd, och den torraste är januari, med 34 mm nederbörd.